# کریستین والترز
کریستین والترز (انگلیسی: Christine Walters؛ زادهٔ ۱۷ ژوئن ۱۹۹۱) بازیکن فوتبال اهل استرالیا است.
وی همچنین در تیم ملی فوتبال زنان استرالیا بازی کرده‌است.